# Mauro Trentini
Mauro Trentini (Trento, 12 de septiembre de 1975) es un deportista italiano que compitió en ciclismo en la modalidad de pista, especialista en las pruebas de persecución.
Ganó tres medallas en el Campeonato Mundial de Ciclismo en Pista entre los años 1996 y 1999.
Participó en los Juegos Olímpicos de Atlanta 1996, ocupando el cuarto lugar en la prueba de persecución por equipos.

## Medallero internacional
| Campeonato Mundial | Campeonato Mundial       | Campeonato Mundial | Campeonato Mundial      |
| Año                | Lugar                    | Medalla            | Competición             |
| ------------------ | ------------------------ | ------------------ | ----------------------- |
| 1996               | Mánchester (Reino Unido) | Medalla de oro     | Persecución por equipos |
| 1997               | Perth (Australia)        | Medalla de oro     | Persecución por equipos |
| 1999               | Berlín (Alemania)        | Medalla de bronce  | Persecución individual  |

1. ↑  Compitió en la ronda de clasificación.